# سندركان (مقاطعة دورود)
سندركان (بالفارسية: سندرکان) هي قرية تقع في قسم دورود الريفي (مقاطعة دورود) في إيران. يقدر عدد سكانها بـ 538 نسمة بحسب إحصاء 2016.